# NGC 4978
NGC 4978 is een spiraalvormig sterrenstelsel in het sterrenbeeld Hoofdhaar. Het hemelobject werd op 23 maart 1827 ontdekt door de Britse astronoom John Herschel.

## Synoniemen
- UGC 8212
- MCG 3-34-2
- ZWG 101.4
- NPM1G +18.0355
- PGC 45494